# Каса-Росада
Ка́са-Роса́да (ісп. Casa Rosada — «Рожевий Дім») — резиденція президента Аргентини, яка розташована у центрі Буенос-Айреса перед Травневою площею. Визнана національною історичною пам'яткою Аргентини.

## Історія
Каса-Росада була збудована на місці Фортеці Буенос-Айреса, де традиційно знаходилися резиденції губернаторів, віце-королів, а після Травневої революції — правителів незалежної Аргентини. 1820 року Бернардіно Рівадавія наказав перебудувати фортецю, а 1850 року вона була знесена. На її місці було збудовано Нову Митницю за проектом англійського архітектора Едварда Тейлора. Від старої будівлі залишилися лише арка і одне з віце-королівських приміщень, яке було перероблене під будинок уряду.
У часи президентства Домінго Фаустіно Сарм'єнто будинок було пофарбовано у рожевий колір, який він традиційно має і понині та якому Каса-Росада завдячує своїм ім'ям, яке буквально перекладається як Рожевий Дім.
1873 року поряд з Касою-Росадою почалося будівництво Поштамту за проектом шведського архітектора Карла Кіхльберга, яке завершилося 1878 року. Новобудова затуляла будинок уряду, тому президент Хуліо Рока доручив шведському архітектору Генріку Обергу перебудову кварталу, де знаходилася Каса-Росада.
1894 року стало очевидним, що існуючий будинок уряду занадто тісний, тому було вирішено об'єднати його з Поштамтом, щоб отримати нову більшу адміністративну будівлю. Президент Луїс Саенс Пенья доручив роботи італійському архітектору Франческо Тамбуріні. Дві будівлі було сполучено за допомогою великої арки, яка нині слугує входом з боку вулиці Балькарсе. Офіційно оновлену Касу-Росаду було відкрито під час другого президентства Роки 1898 року.
Найсуттєвіші зміни у зовнішньому вигляді Каси-Росади відбулися 1937 року, коли президент Агустін Педро Хусто вирішив знести будівлю, щоб відкрити панораму на річку Ла-Плата з Травневої площі і розширити Травневу вулицю до Пуерто-Мадеро. На початку 1938 року почалося знесення крила, де раніше знаходився Поштамт. Але у лютому того ж року на посаду президента вступив Роберто Ортіс, який швидко припинив розпочаті роботи. Тим не менше, результатом стала асиметричність будівлі і втрата значної частини приміщень.
Відтак було збудовано новий фасад, який виходив на вулицю Ірігоєна, а на місці зруйнованої частини було розширено проїжджу частину. Також було перенесено вхід на станцію метро «Травнева площа».
18 жовтня 2010 року у рамках святкування 200-річчя Травневої революції президент Крістіна Фернандес де Кіршнер відкрила великий годинник над центральною аркою будівлі.

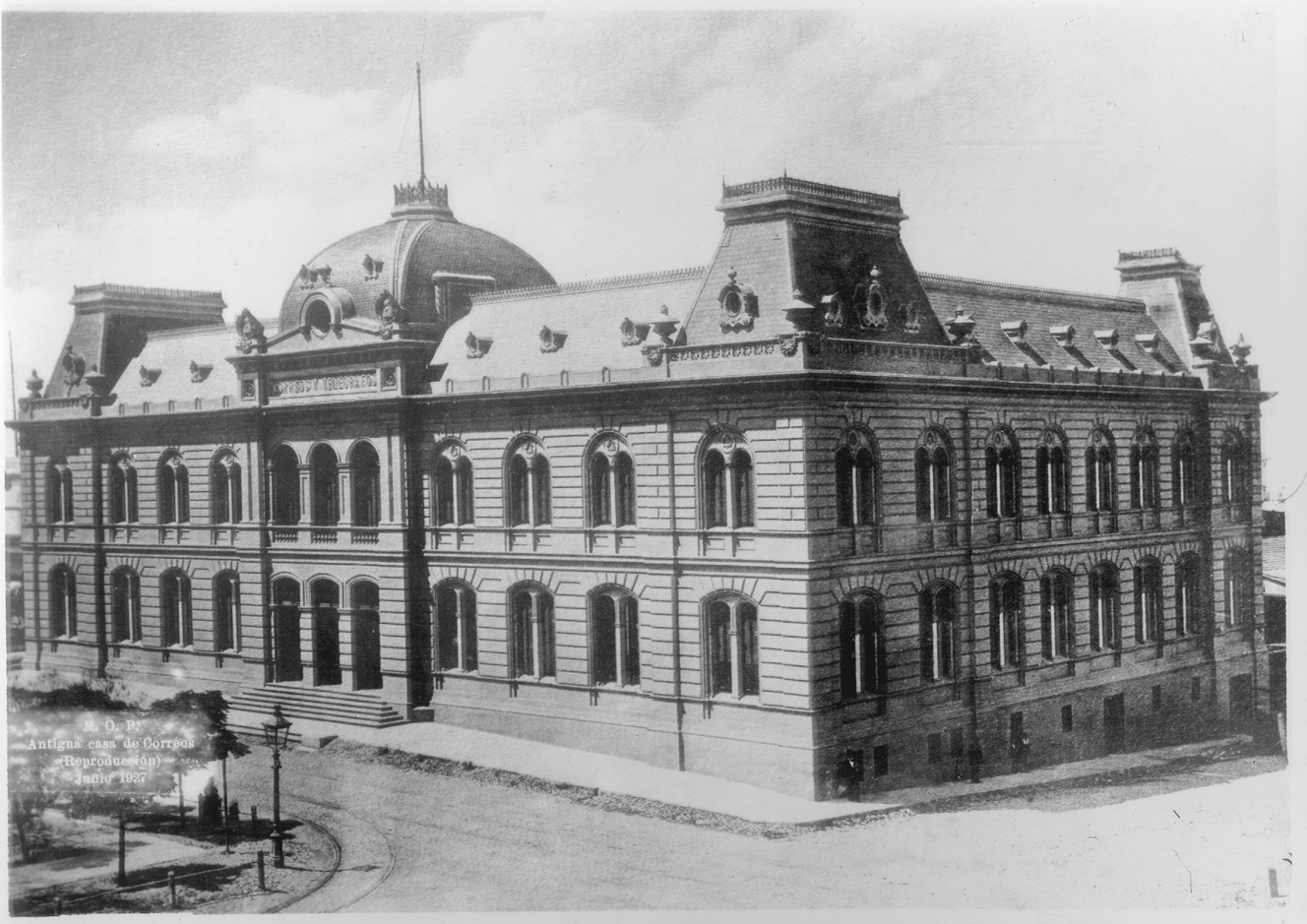
Будівля Поштамту (1873)
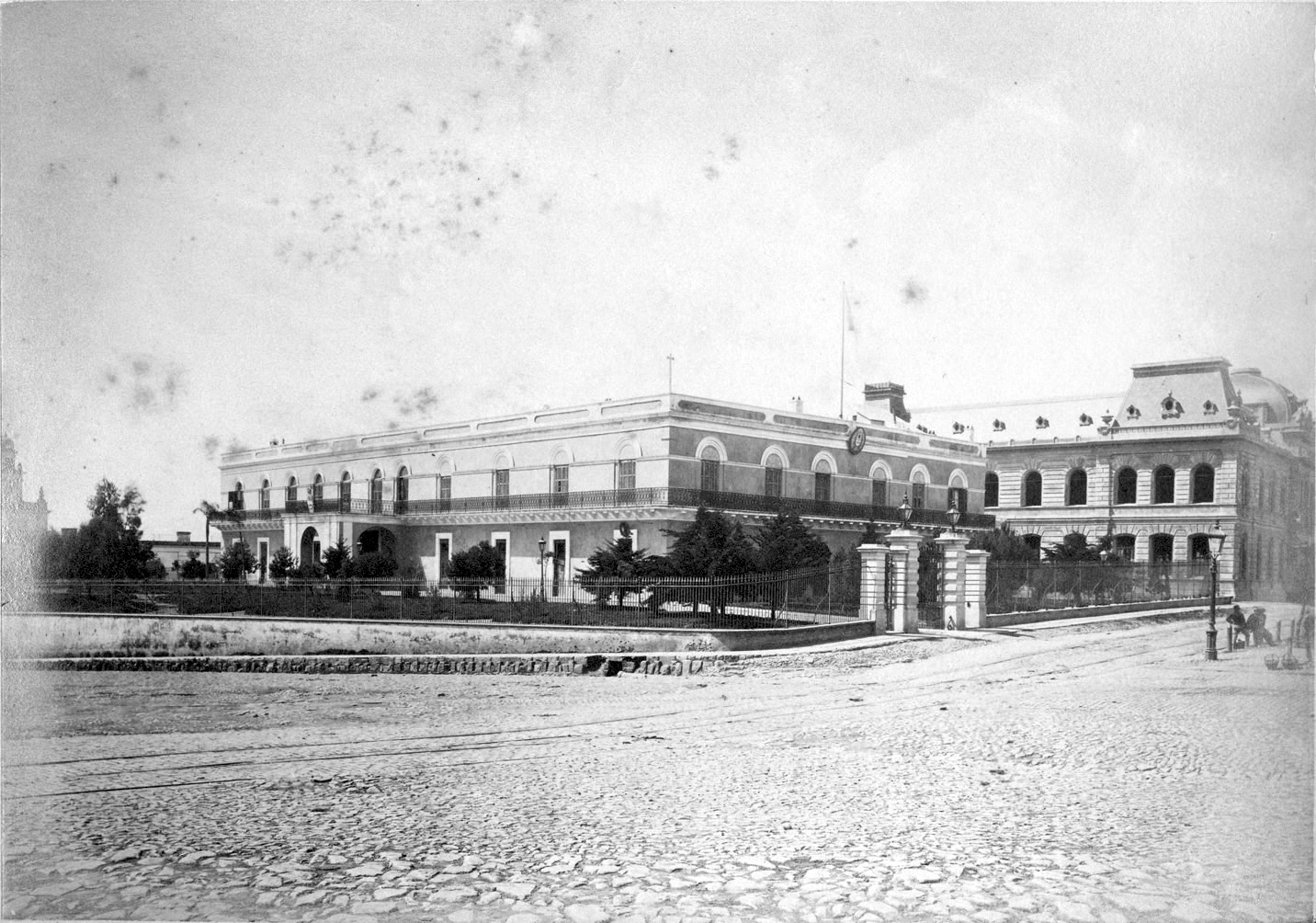
Каса-Росада (1880)
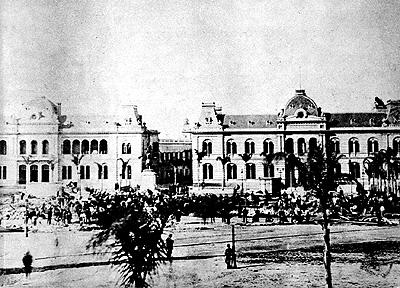
Будинок уряду (ліворуч) і Поштамт (праворуч) до об'єднання (1890)
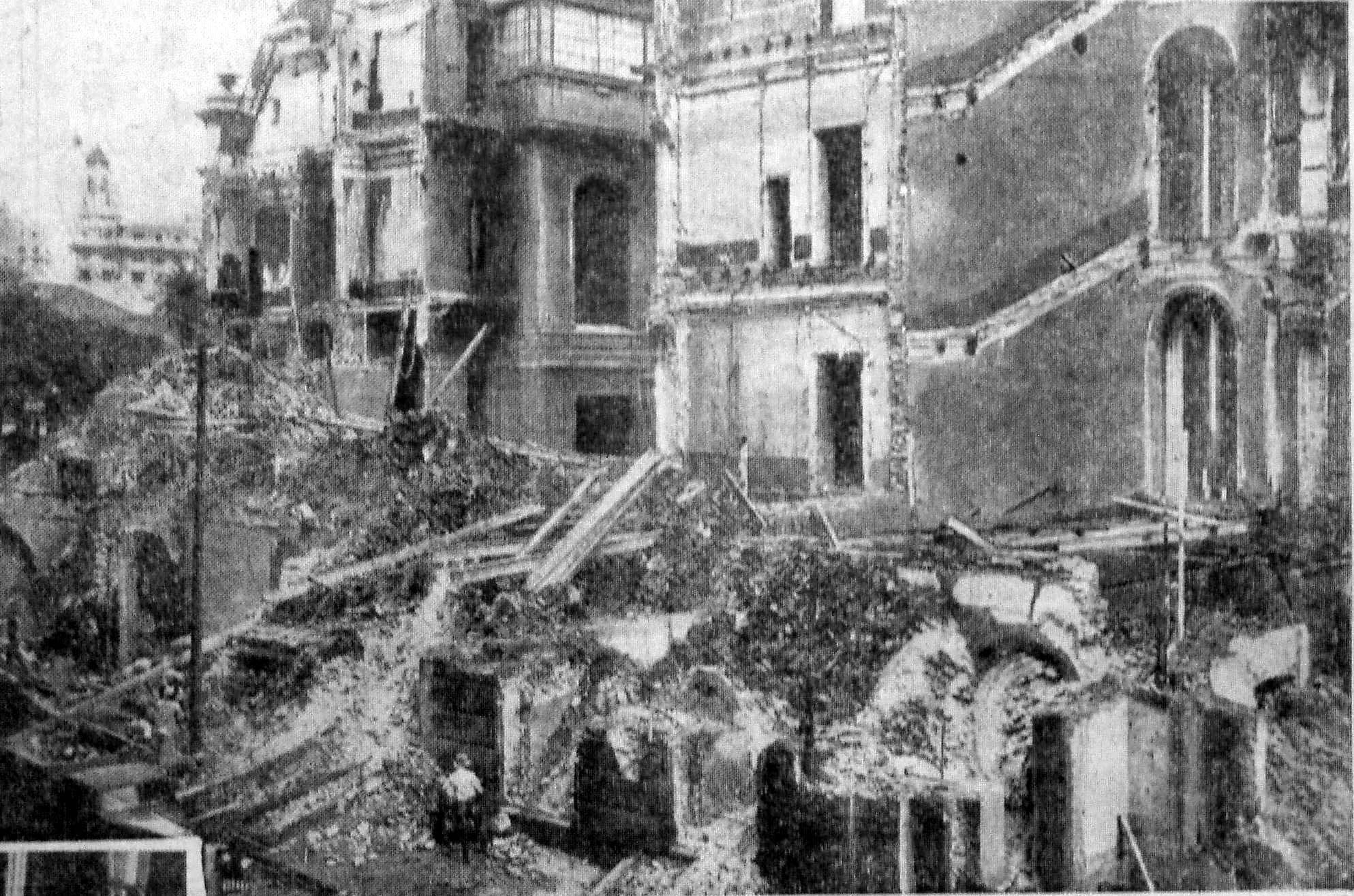
Роботи по знесенню (1938)

## Структура та оздоблення
Вхід з вулиці Рівадавії веде до Зали Бюстів (ісп. Salón de los Bustos), також відомої як Зал Слави, де знаходяться скульптури аргентинських президентів. З Зали Бюстів ведуть парадні сходи (названі Італія і Франція) на перший поверх північного крила, де знаходиться Біла Зала (ісп. Salón Blanco), яка використовується для проведення офіційних прийомів та урочистостей. Будівля має патіо (внутрішній дворик), де ростуть пальми. Також у будівлі знаходиться невеличка каплиця, споруджена 1978 року.
На підвальних поверхах і прилеглих галереях знаходиться Президентський музей Каса-Росада. Його було засновано 27 травня 1957 року. У його колекції знаходяться особисті речі президентів, портрети, документи, екіпажі, меблі, посуд і скульптури.
Прес-конференції зазвичай проходять у Залі Прийомів, також відомій як Південна Зала. У Залі Договорів, також відомій як Північна Зала, до 1968 року проводилися засідання уряду Аргентини. Також у Касі-Росаді є Зала Жінок, Зала Науковців і Зала Патріотів.

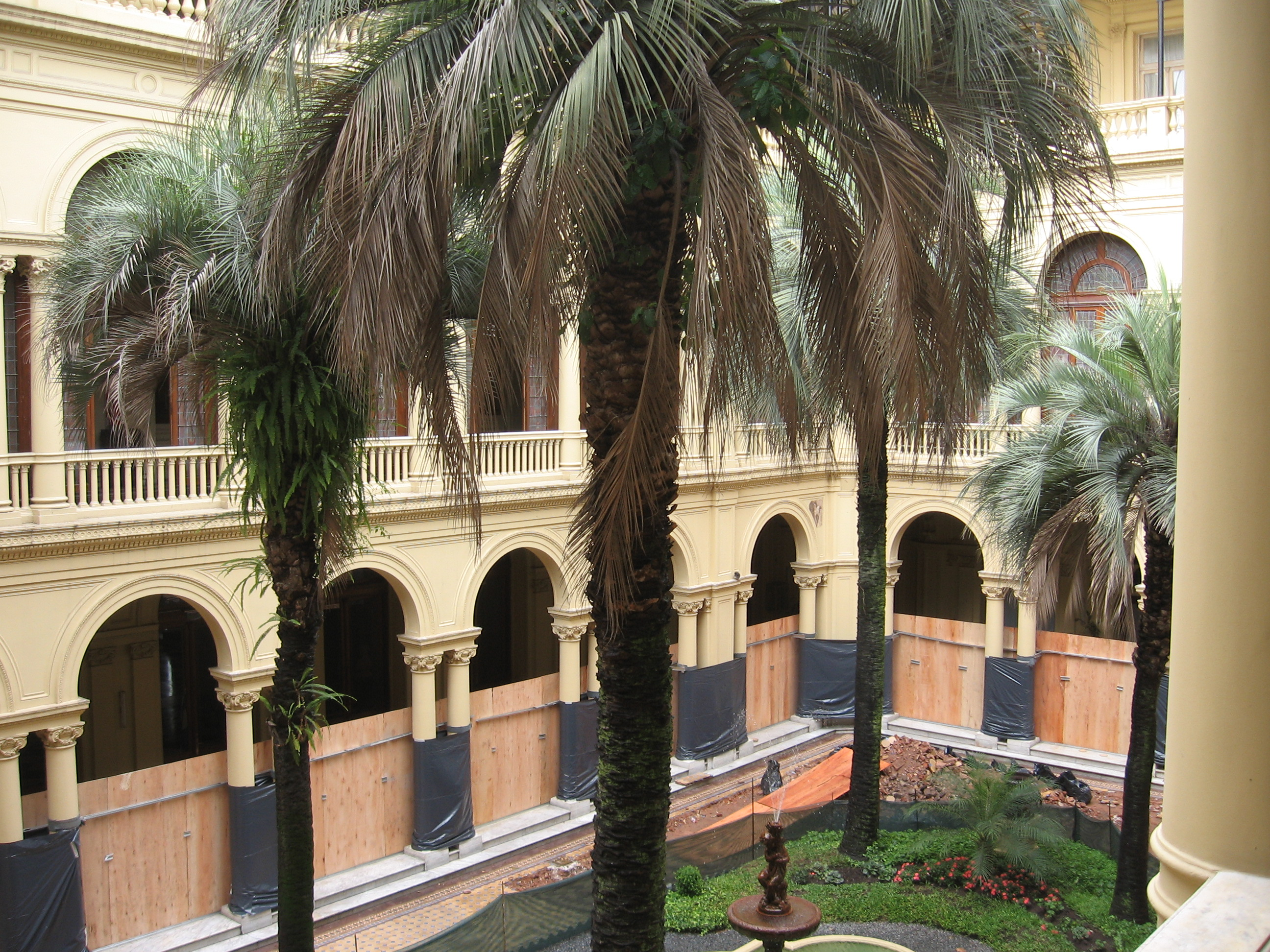
Патіо
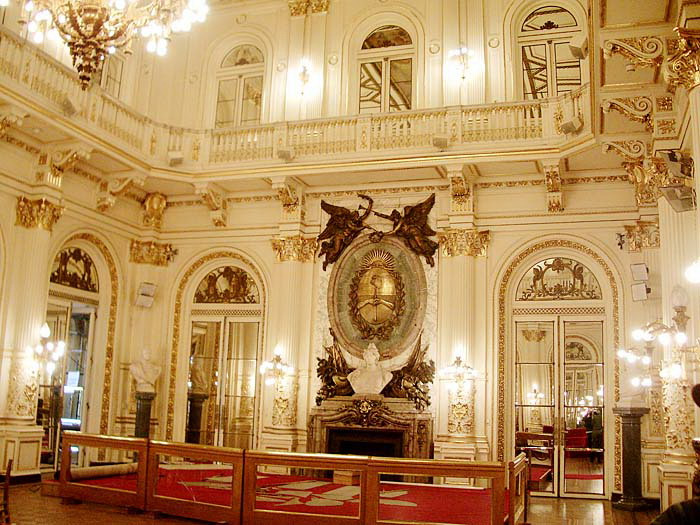
Біла Зала
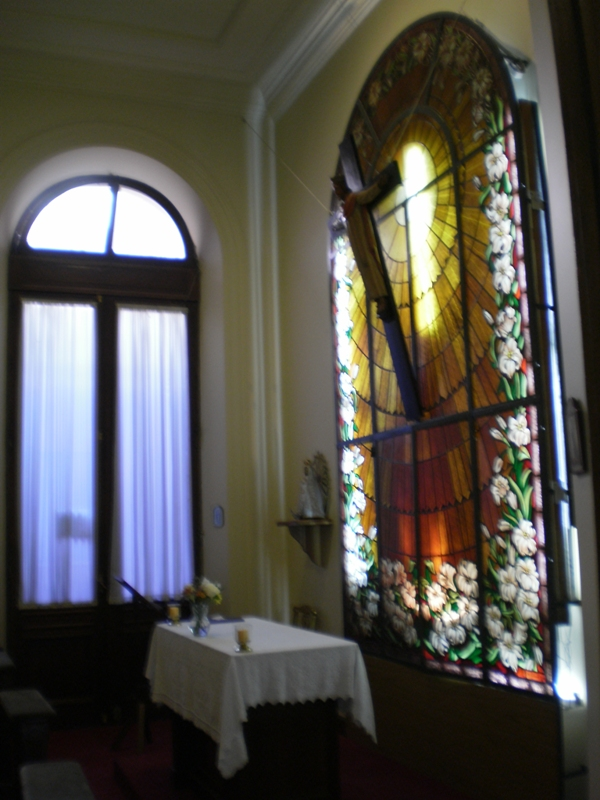
Каплиця
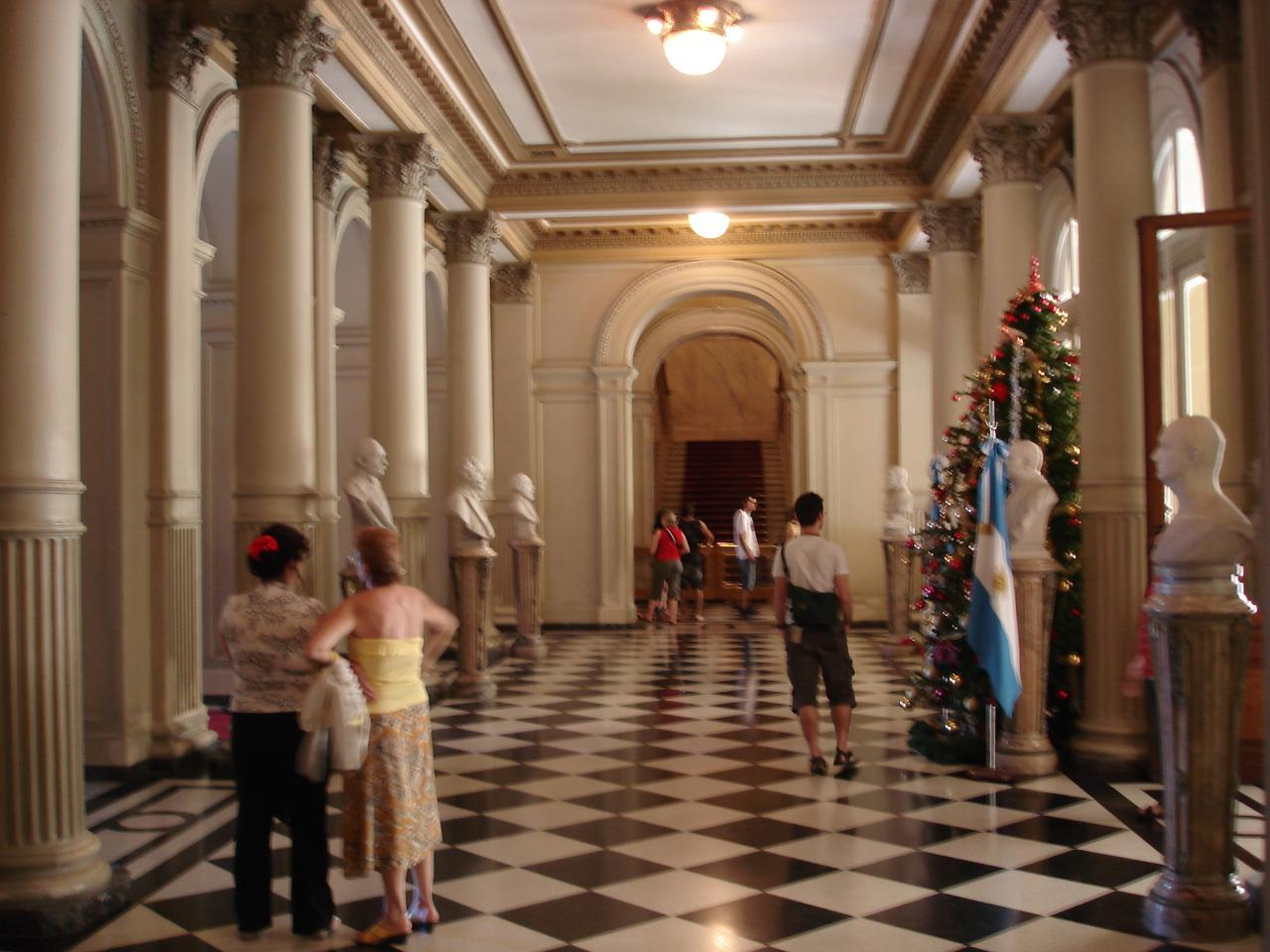
Зала Бюстів

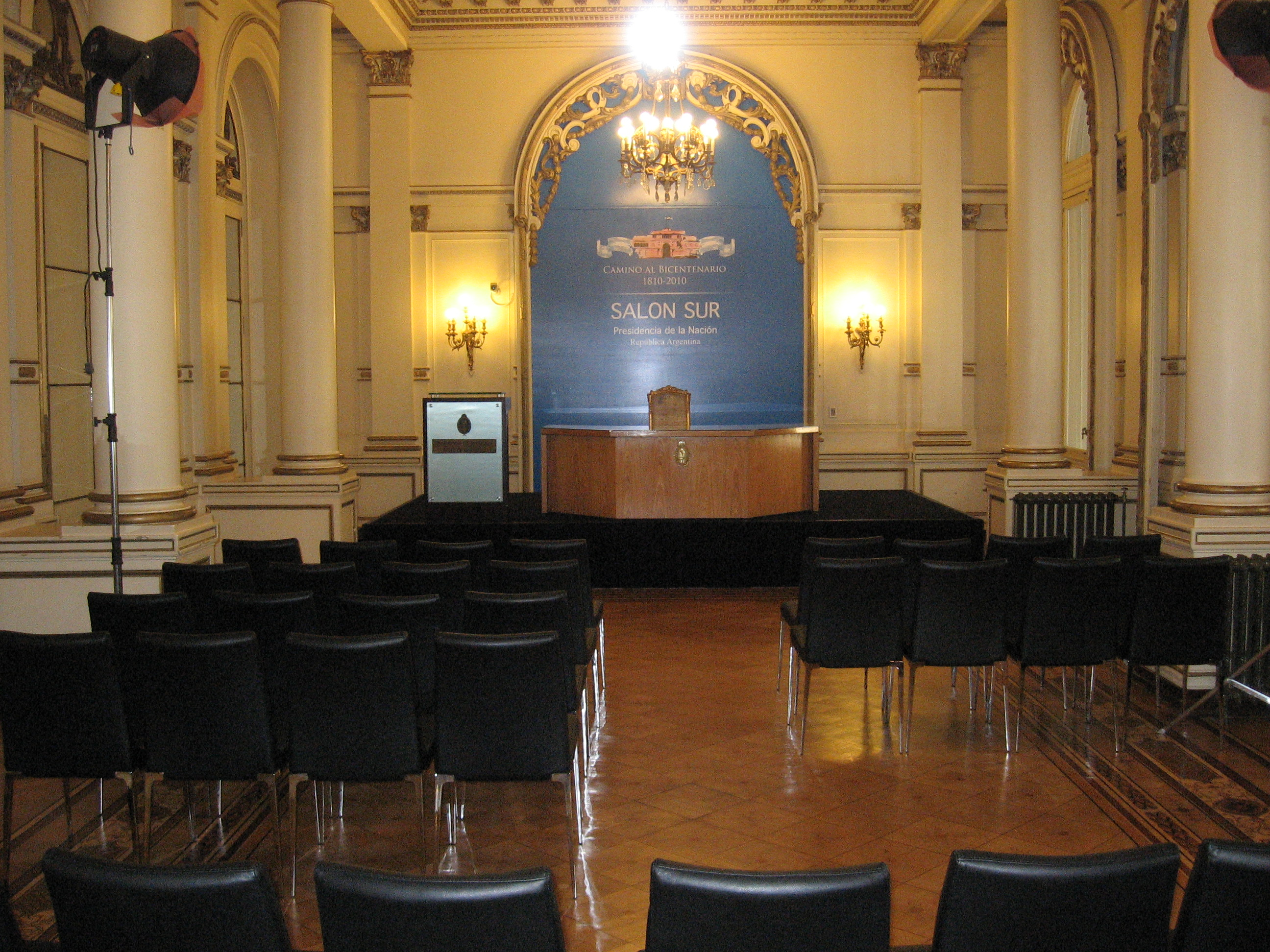
Південна Зала
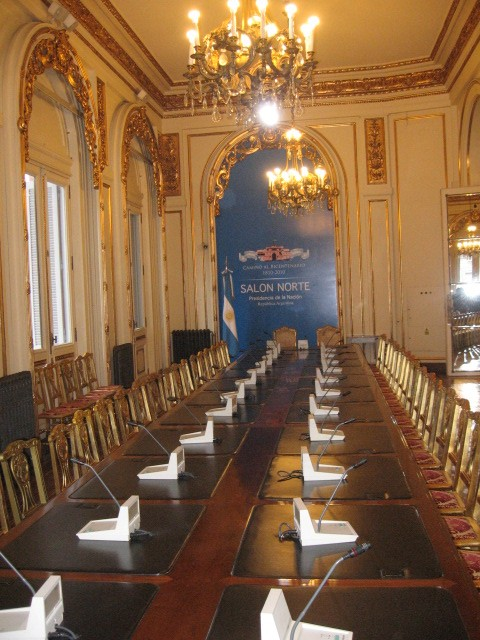
Північна Зала
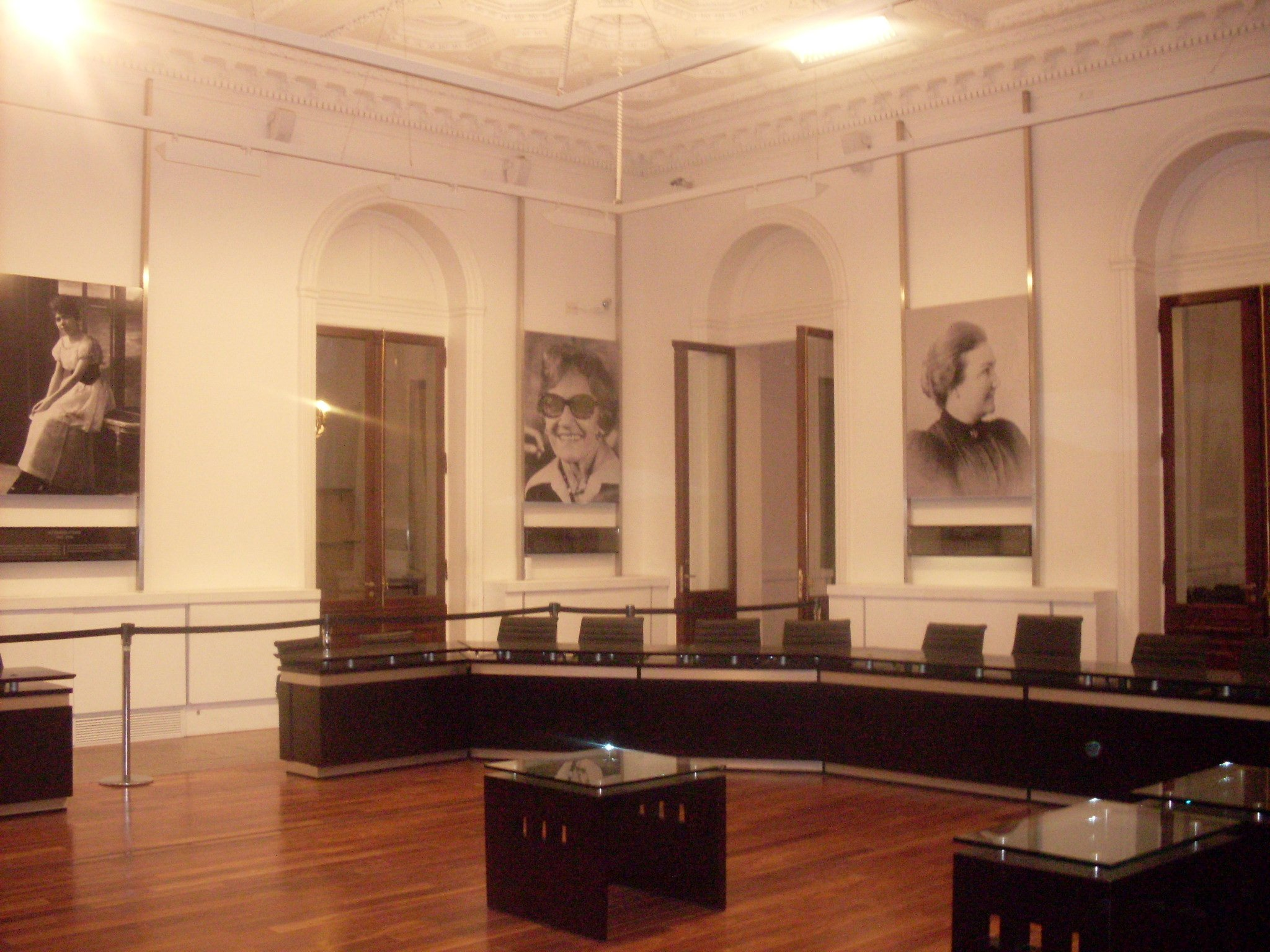
Зала аргентинських жінок
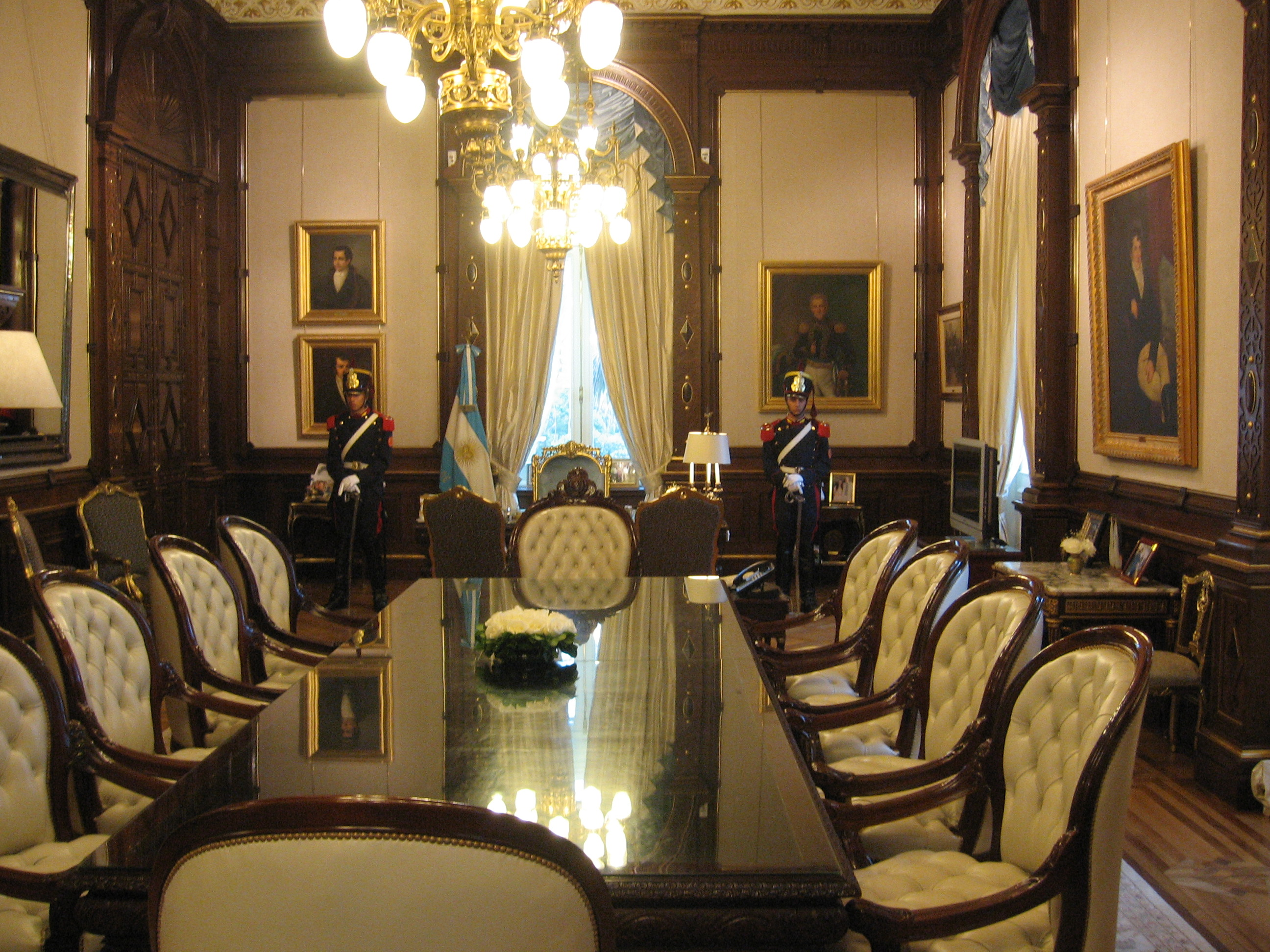
Президентський кабінет